# Рокль (Ардеш)
Рокль (фр. и окс. Rocles) — коммуна во Франции, находится в регионе Рона — Альпы. Департамент коммуны — Ардеш. Входит в состав кантона Ларжантьер. Округ коммуны — Ларжантьер.
Код INSEE коммуны — 07196.

## Население
Население коммуны на 2008 год составляло 220 человек.
| 1962 | 1968 | 1975 | 1982 | 1990 | 1999 | 2008 |
| ---- | ---- | ---- | ---- | ---- | ---- | ---- |
| 222  | 253  | 175  | 181  | 177  | 208  | 220  |

## Экономика
В 2007 году среди 123 человек в трудоспособном возрасте (15—64 лет) 85 были экономически активными, 38 — неактивными (показатель активности — 69,1 %, в 1999 году было 65,9 %). Из 85 активных работали 69 человек (42 мужчины и 27 женщин), безработных было 16 (6 мужчин и 10 женщин). Среди 38 неактивных 5 человек были учениками или студентами, 16 — пенсионерами, 17 были неактивными по другим причинам.

## Достопримечательности
- Монастырь Св. Андеола